# 니코 로빈
니코 로빈(Nico Robin, ニコ ロビン)은 일본 만화 및 애니메이션 《원피스》의 등장인물이다.

## 소개
오하라의 악마들 중에서 유일한 생존자이다.
800년전에 있었던 세계정부에 의해 한 거대왕국이 붕괴된 사건으로 인한 공백의 100년의 역사를 알아내기 위해 포네그리프를 찾아다닌다. 그에 따라 무기나 병기에 관해 적혀 있는 포네그리프가 아닌 역사의 본문인 리오 포네그리프를 찾던 도중에 리오 포네그리프는 위대한 항로 마지막 섬인 '라프텔'에 있다는 것을 알고 목적지를 위대한 항로 마지막 섬으로 정한다.
악마의 열매 중 꽃꽃 열매를 먹어서 고체로 존재하는 것에는 손, 발, 귀, 눈 등을 피울 수 있다.
드레스로자 전투 후 현재 현상금은 1억 3000만 베리이다.

## 외모
검은색 머리카락과 푸른색 눈동자이며 흰 피부이다. 다른 캐릭터들에 비해 콧대가 높으며 머리에 선글라스를 쓰고 다닌다. 긴 웨이브 머리를 했다. 여자임에도 불구하고 거의 190cm에 육박하는 큰 키이다.

## 능력
로빈이 먹은 악마의 열매의 명칭은 꽃꽃 열매이다. 신체의 일부분을 어느 곳에서라도 꽃처럼 피어나게 할 수 있는 능력이다. 지면이나 자신의 신체, 혹은 타인의 신체에도 피어나게 할 수 있으며 동시에 두 종류의 신체를 피어나게 해 사용하는 것도 가능하다.
20년 동안이나 능력을 쓴 만큼 로빈의 악마의 열매 응용력은 밀짚모자 해적단 중에서도 가장 톱 클래스이며 로빈은 이 능력을 공격, 방어, 탐색, 도청, 절도, 비행 등의 다방면으로 사용하고 있다.
피어낸 신체에 상처가 난다고 본체의 부분에도 똑같이 상처가 나지는 않지만, 감각은 그대로 전달된다. 악마의 열매 능력에 의한 접촉에는 본체에도 영향이 간다. 자연계 능력자와 해왕류나 해수, 거인족같은 크기가 거대한 상대에게는 이 능력이 통하지 않는다.
그 외에도 지적 수준이 엄청나게 높아서 이름있는 고고학자이기도 하며 해군이 오하라 섬을 멸망시킨 탓에 전세계에서 유일하게 포네그리프를 읽을 수 있는 생존자가 되었다. 원피스 전체에서도 니코 로빈만큼 학식이 깊은 인물이 없기 때문에 전투력과는 별개로 현상금이 매우 높게 책정되어 있다.

## 기술
초인계(파라미시아계) 악마의 열매인 꽃꽃 열매의 능력자로써 신체의 일부를 꽃처럼 피어내어 상대를 제압할 수 있다. 보통은 손을 피우는데 눈이나 귀, 다리 등도 피워낸다.
기술 명은 스페인어 + 프랑스어 + 영어를 다양하게 복합시켜 사용한다. 기술이름의 앞에는 경우에 따라 명칭이 다른데 예를 들어 손을 피울 경우에는 손을 몇 개를 피울 것인지 스페인어로 숫자를 넣어서 말하며, 손 이외의 것을 피울 때는 피울 신체 부위의 이름을 스페인어로 붙인다. 뒤에는 플루르가 붙으며 팔을 이어 손을 만들 때는 마노라고 붙인다.

### 기술 일람
클러치
피워낸 손으로 상대의 관절을 꺾어버리는 기술이다.
트위스트
피워낸 손으로 상대를 과도하게 비틀어버리는 기술이다.
홀드
피워낸 손으로 상대를 조이거나, 혹은 잡는 기술이다.
그랩
손을 쥐는 기술이다.
플립
피워낸 손으로 대상의 다리를 잡은 뒤 젖히는 기술이다.
디펜스
배에 손을 그물 형태로 피워내 날아오는 것을 막아내는 기술이다.
슬랩
대상의 뺨을 때리는 기술이다.
슬램
대상을 바닥으로 내리 치는 기술이다.
스트랭글
피워낸 손으로 대상의 목을 조르는 기술이다.
스팽크
피워낸 손으로 대상을 강하게 치는 기술이다.
스톰프
피워낸 다리로 대상을 강하게 짓밟는 기술이다.

앙 플루르(Un Fleur - 1송이의 꽃)
팔 하나를 피워내는 기술이다.
도스 플루르(Dos Fleur - 2송이의 꽃)
팔 2개를 피워내는 기술이다.
트레스 플루르(Tres Fleur - 3송이의 꽃)
팔 3개를 피워내는 기술이다.
싱코 플루르(Cinco Fleur - 5송이의 꽃)
팔 5개를 피워내는 기술이다.
세이스 플루르(Seis Fleur - 6송이의 꽃)
팔 6개를 피워내는 기술이다.
오초 플루르(Ocho Fleur - 8송이의 꽃)
팔 8개를 피워내는 기술이다.
누에베 플루르(Nueve Fleur)
팔 9개를 피워내는 기술이다.
디에스 플루르(Diez Fleur)
팔 10개를 피워내는 기술이다.
온세 플루르(Once Fleur)
팔 11개를 피워내는 기술이다.
도세 플루르(Doce Fleur)
팔 12개를 피워내는 기술이다.
디에시세이스 플루르(Dieciseis Fleur)
팔 16개를 피워내는 기술이다.
베인테 플루르(Veinte Fleur)
팔 20개를 피워내는 기술이다.
트레인타 플루르(Treinta Fleur)
팔 30개를 피워내는 기술이다.
쿠아렌타 플루르(Cuarenta Fleur)
팔 40개를 피내는 기술이다.
오첸타 플루르(Ochenta Fleur)
팔 80개를 피워내는 기술이다.
시엔 플루르(Cien Fleur)
팔 100개를 피워내는 기술이다.
밀 플루르(Mill Fleur)
팔 1000개를 피워내는 기술이다.

쿠엘포 플루르(Cuerpo Fleur)
자신의 신체를 피워내는 기술이다.
피에르나 플루르(Pierna Fleur)
다리를 피워내는 기술이다.
오호스 플루르(Ojos Fleur)
눈을 피워내, 자신의 시야에서는 보이지 않는 장소의 상태를 볼 수 있다. 단, 이 기술을 사용할 때에는 로빈 자신은 눈을 감아야한다.
오레하 플루르(Oreja Fleur)
귀를 피워내는 기술이다.
도스 마노(Dos Mano)
상대의 몸에 2개의 커다란 손을 피게 한다.
슬라롬 바인(Slalom Bine / 회전하는 넝쿨)
피운 팔을 끈 같이 늘려, 상대의 몸에 휘감아 돌려서 팽이와 같이 고속으로 회전시킨다.

### 연계 기술
6억 베리 잭팟(600,000,000 Belly Jack Pot)
루피, 조로, 상디, 프랑키와의 합동기술이다. 각자의 주 공격기를 동시에 사용한다.
로빈쵸 스플렉스
적을 붙잡은 쵸파의 발밑에 피에르나 플루르를 사용해, 높은 곳으로 올린다음 낙하하면서 스플렉스를 거는 기술이다.
파이레트 도킹 6
조로, 우솝, 상디, 쵸파, 로빈, 프랑키의 신체를 합체시켜 거대 로봇 전사「엠페러」가 된다고 했던 기술이다. 로빈은 왼팔의 담당이었지만,「인간으로서 수치스럽다」라고 하는 이유로 참가를 완전하게 거부했기 때문에 미완성에 끝난다.
뇌골검 봉 아방(雷骨劍. Bond En Avant / 革命舞曲)
브룩이 우솝의 거대 판대기「사슴벌레」로 발사된 후, 로빈의「슬라롬 바인」으로 고속 회전을 걸고, 나미의「다크 클라우드 템포」의 구름에 돌진하여, 번개를 몸에 실은 상태로서 「봉 아방」이 완성된다. 상대에게 그대로 돌진하여 커다란 피해를 입힌다.

## 행적

### 과거
니코 로빈은 오하라에서 니코 올비아의 딸로 태어났다. 4살부터 포네그리프 해독을 위해 여행을 떠난 올비아 대신 친척 집에서 자랐다. 계모가 로빈에게 모질게 대했기 때문에, 가족간의 정을 그리워하던 로빈에게는 고고학 연구소가 상당히 위안이 되는 곳이었다. 로빈은 어머니의 행방을 쫓기 위해 그녀의 관심사인 고고학을 공부하기 시작했고, 이윽고 포네그리프를 해독할 수 있는 수준에까지 이르게 되었다.
100년의 공백을 알아내려는 올비아에 의해 오하라에는 버스터콜이 내려진다. 피난선에는 사람이 다 찼다는 이유로 로빈을 태워주지 않았다. 피난선은 '혹시나 있을지 모르는 악'의 존재를 생각한 해군 중장 아카이누(사카즈키)에 의해 침몰하게 된다. 그 후, 오하라를 완전히 멸망하였다.
아오키지는 오하라의 마지막 생존자인 니코 로빈이 얼마나 잘 살아남을지를 기대하면서 로빈을 오하라에서 도망치게 도와주는 동시에 '허튼 짓을 하면 가장 먼저 제거하는 적'이라는 것을 분명하게 밝힌다.

### 탈주 후의 이야기
그 후, 로빈이 섬에서 탈주한 사실이 알려지면서 해군 함선 6척 침몰이라는 누명을 씌워 7900만 베리라는 큰 현상금이 붙는다. 로빈은 여러곳을 돌아다니며 위협을 느낄 때마다 배신하고 도망친다. 이러한 도망생활은 무려 16년간이나 이어진다.

### 바로크 워크스입단
24살이 되던 날, 크로커다일이라는 칠무해 중 한사람이 포네그리프에 적혀있는 고대병기 플루톤에 대한 내용을 알아보기위해 로빈에게 접근해 협력을 제안했고, 로빈은 공백의 100년 역사에 대한 내용을 확인하기 위해 포네그리프를 확인해 볼 수 있다는 점을 이용해 크로커다일과 서로의 목적을 위해 손을 잡는다.

### 밀짚모자 해적단입단까지
크로커다일과의 전투로 루피가 독과 피로로 인해 지쳐 쓰러져 기절했을 때 가까스로 의식을 되찾은 로빈은 크로커다일을 쓰러트린 루피에게 해독약을 그곳에 있던 알라바스타왕에게 해독해달라는 부탁과 함께 이런 식으로 사는 것에 지쳐 마침 무너져가는 사원에 죽어서 삶을 포기하려 하지만 루피는 로빈을 붕괴되는 지하 성전에서 살려낸다. 갈곳도 돌아갈 곳도 없었던 로빈은 죽기를 원했던 자신을 살려낸 것을 빌미로 밀짚모자 해적단에 입단하게 된다.